# Emiliano Zapata (västra Las Margaritas kommun)
Emiliano Zapata är en ort i Mexiko.   Den ligger i kommunen Las Margaritas och delstaten Chiapas, i den sydöstra delen av landet, 900 km öster om huvudstaden Mexico City. Emiliano Zapata ligger 1 193 meter över havet och antalet invånare är 123.
Terrängen runt Emiliano Zapata är huvudsakligen kuperad, men österut är den bergig. Emiliano Zapata ligger nere i en dal. Runt Emiliano Zapata är det ganska tätbefolkat, med 54 invånare per kvadratkilometer. Närmaste större samhälle är Las Margaritas, 17,4 km väster om Emiliano Zapata. I omgivningarna runt Emiliano Zapata växer i huvudsak städsegrön lövskog.